# Titanes de Querétaro
Los Titanes de Querétaro fue un equipo que participó en el Circuito Mexicano de Básquetbol con sede en Querétaro, Querétaro, México.

## Historia
Los Titanes de Querétaro debutan en el año 2007 en el CIMEBA.
Titanes de Querétaro fue auspiciado por los empresarios Luis Rivas (ex-seleccionado nacional de básquetbol) y Cuauhtémoc Camacho, dando de esta manera oportunidad a jugadores queretanos y nacionales de tener experiencia en el básquetbol profesional y llevar a la ciudad un espectáculo deportivo de excelente nivel, ya que desde que los Cometas de Querétaro participaron en la LNBP no había equipo de básquetbol profesional en Querétaro.
En la temporada 2007 quedan en primer lugar de la Zona Norte, pero pierden la Final Nacional ante los Guerreros de Chilpancingo.

## Jugadores

### Roster actual
- Cory Anders.
- Markeal King.
- Jaime Banda.
- Luis Rivas.
- Jorge Bogard.
- Cuauhtémoc Camacho.
- Víctor Rodríguez.
- Guillermo Arredondo.
- Alberto Ramírez.
- Jesús Medina.
- Dedric Gage.
- Carlos Bogard.
- Gerardo Hernández.

### Jugadores destacados
Cory Anders (USA).
Markeal King (USA).
Luis Rivas (MEX Seleccionado Nacional).
Dedric Gage (USA).